# 1429.
◄ | 14. stoljeće | 15. stoljeće | 16. stoljeće | ►
◄ | 1390-ih | 1400-ih | 1410-ih | 1420-ih | 1430-ih | 1440-ih | 1450-ih | ►
◄◄ | ◄ | 1426. | 1427. | 1428. | 1429. | 1430. | 1431. | 1432. | ► | ►►
Arhitektura • Astronomija • Glazba • Knjige • Književnost • Kršćanstvo • Medicina • Pravo • Promet • Slikarstvo • Znanost

## Rođenja
- Gentile Bellini, talijanski renesansni slikar

## Smrti
- Giovanni di Bicci de' Medici, firentinski trgovac i bankar (* oko 1360.)

## Vanjske poveznice
|  | Zajednički poslužitelj ima još gradiva o temi 1429. |